# Drahelice
Drahelice je část města Nymburk v okrese Nymburk. Nachází se na jihozápadě Nymburka nedaleko Labe. Prochází zde silnice II/331 pojmenovaná jako „Drahelická ulice“. Je zde evidováno 225 adres. Drahelice je také název katastrálního území o rozloze 3,18 km².

## Historie
První písemná zmínka o vesnici pochází z roku 1088.
V Drahelicích (přísl. Komárno), tehdy samostatné obce s 724 obyvateli, která se až později stala součástí Nymburka, byly v roce 1932 evidovány tyto živnosti a obchody: 3 hostince, kovář, obchod s mlékem, 2 mlýny, 2 obuvníci, pila, 4 rolníci, řezník, obchod se smíšeným zbožím, tesařský mistr, 2 trafiky, truhlář.

## Pamětihodnosti
- Drahelický mlýn – Kostomlátecká č.p. 208

## Turistika
Příznivci turistiky mohou využít modře značenou turistickou cestu vedenou v prostoru mezi silnicí II/331 a řekou Labe. Přímo v Drahelicích se nachází rozcestník turistických tras pojmenovaný Nymburk – Drahelice. Odtud východním směrem trasa pokračuje na rozcestník Nymburk a naopak západně se po ní turisté dostanou do Kostomlátek. V Drahelicích se také nachází modelové kolejiště, které je možné zhlédnout.

## Fotogalerie

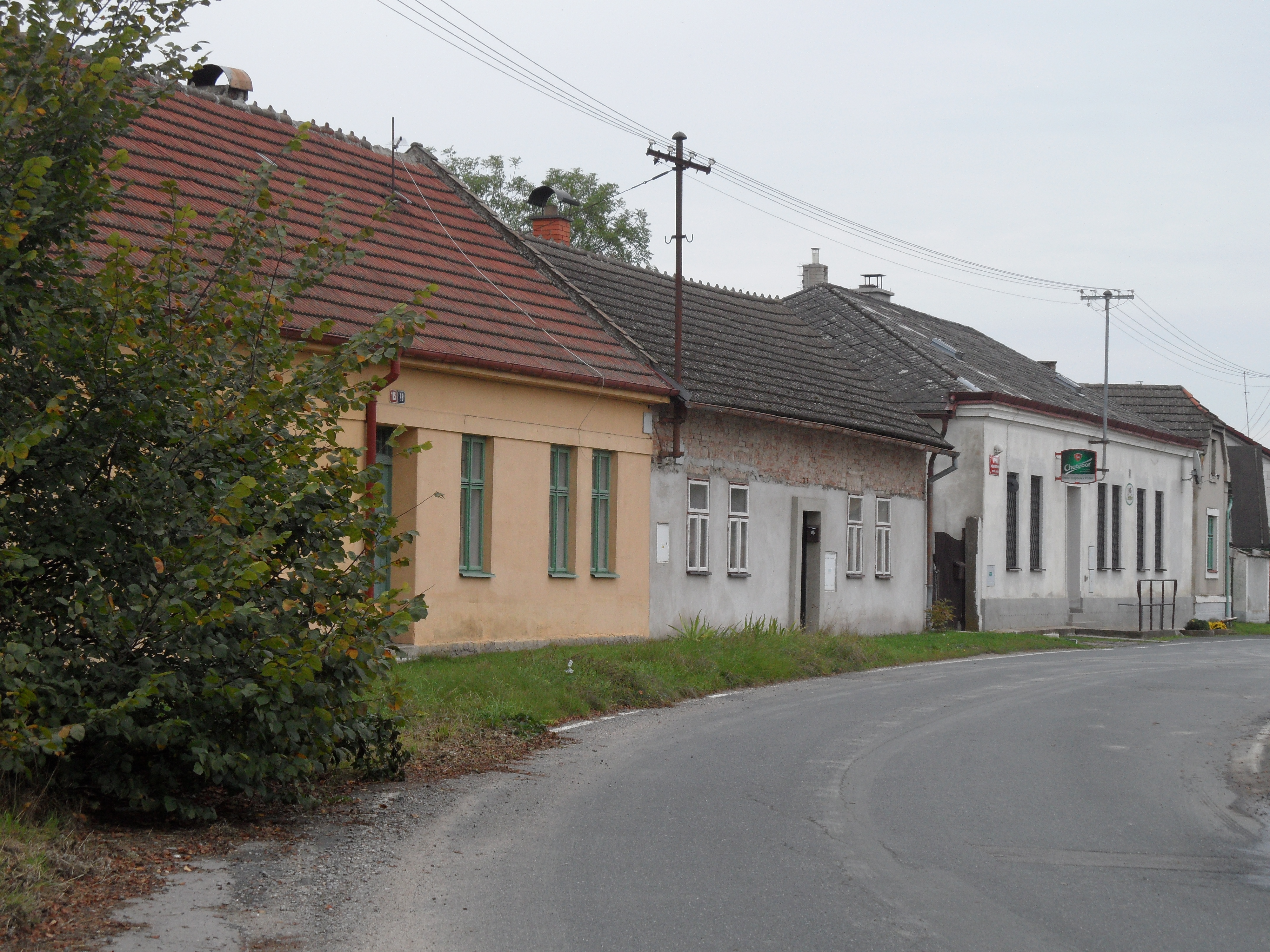
Domy Kostomlatecká ulice, vzadu Hospoda V Prdeli
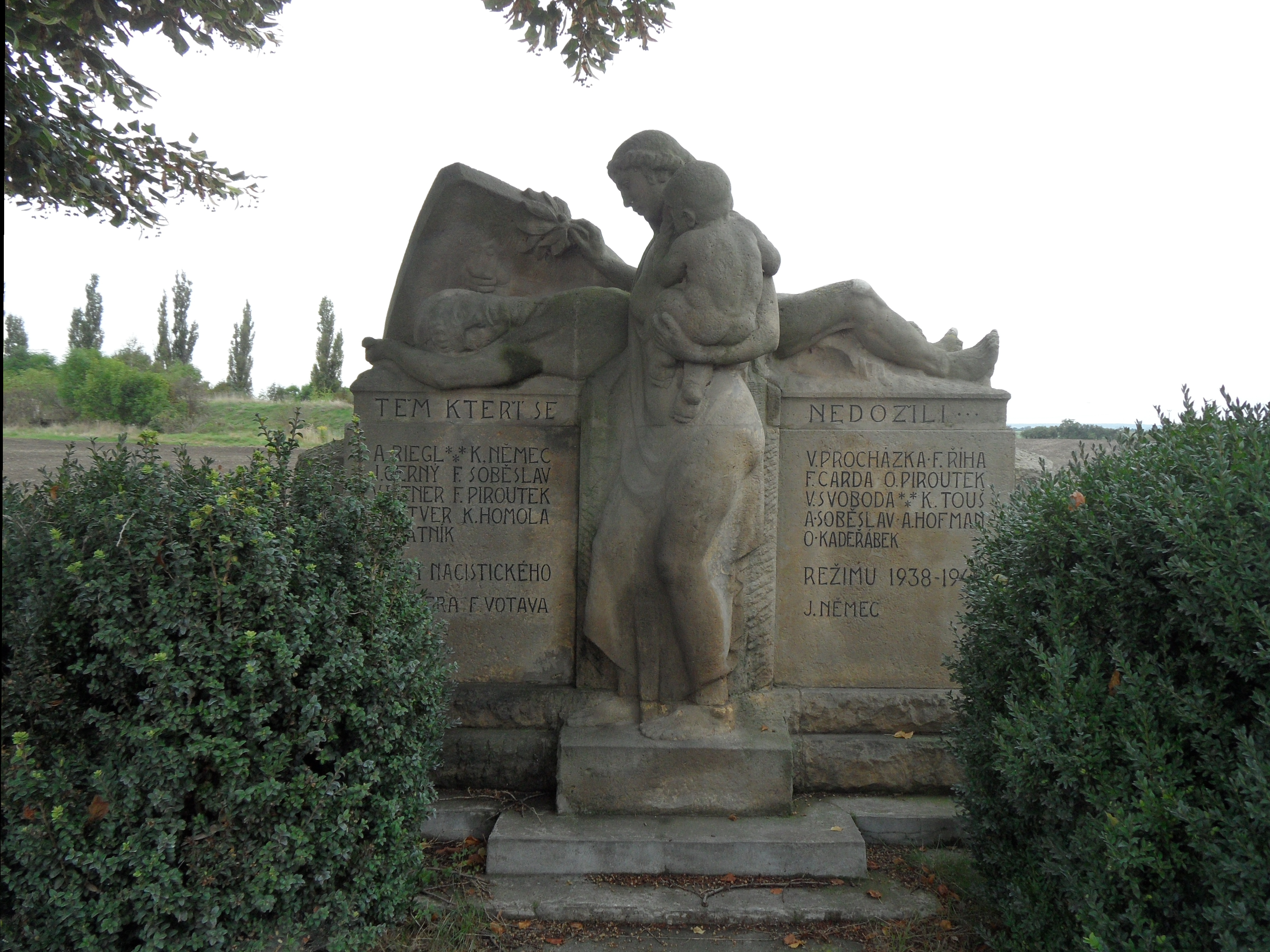
Památník obětem 2. světové války
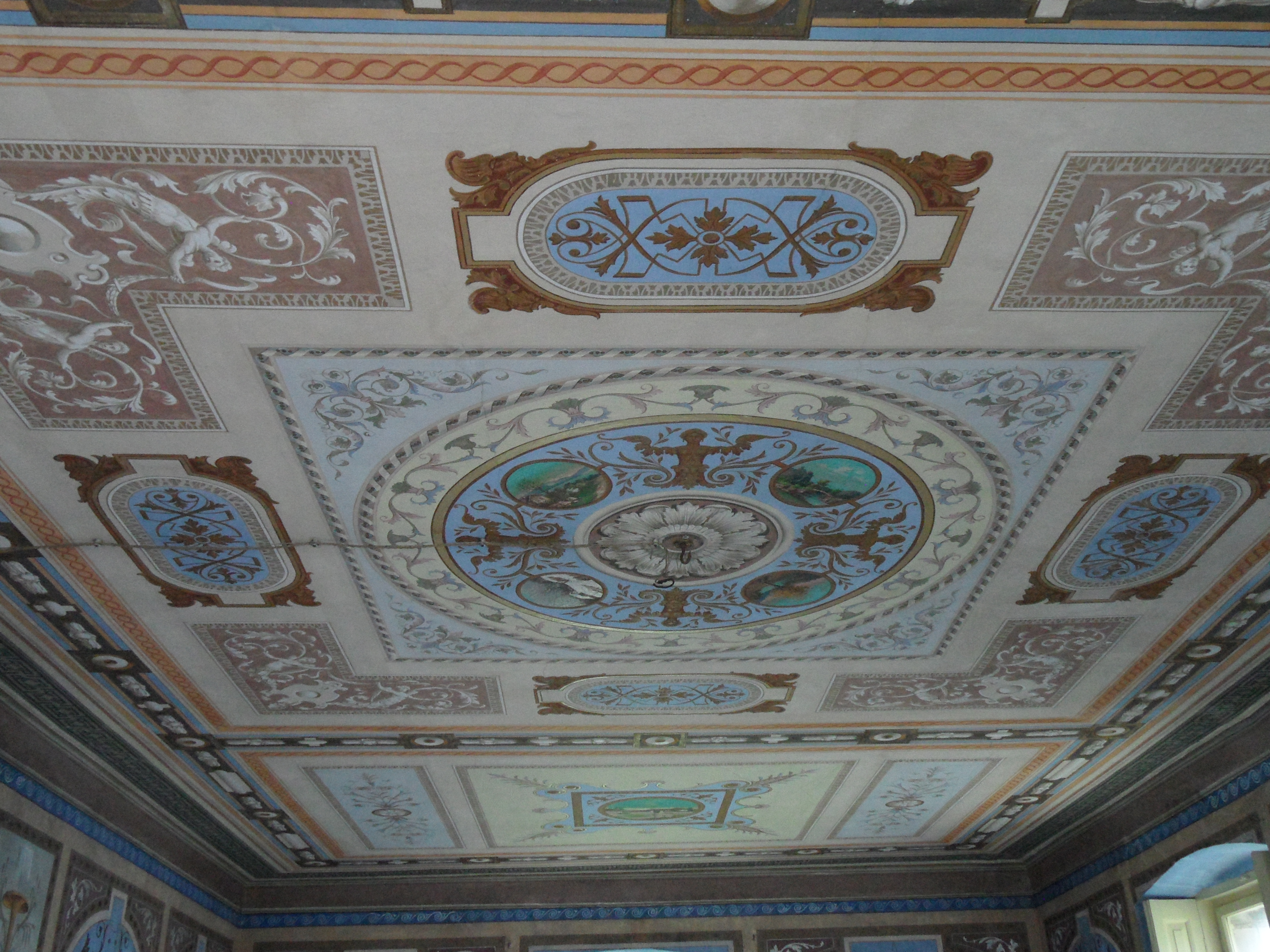
Bývalý mlýn Bašta: nástropní malby
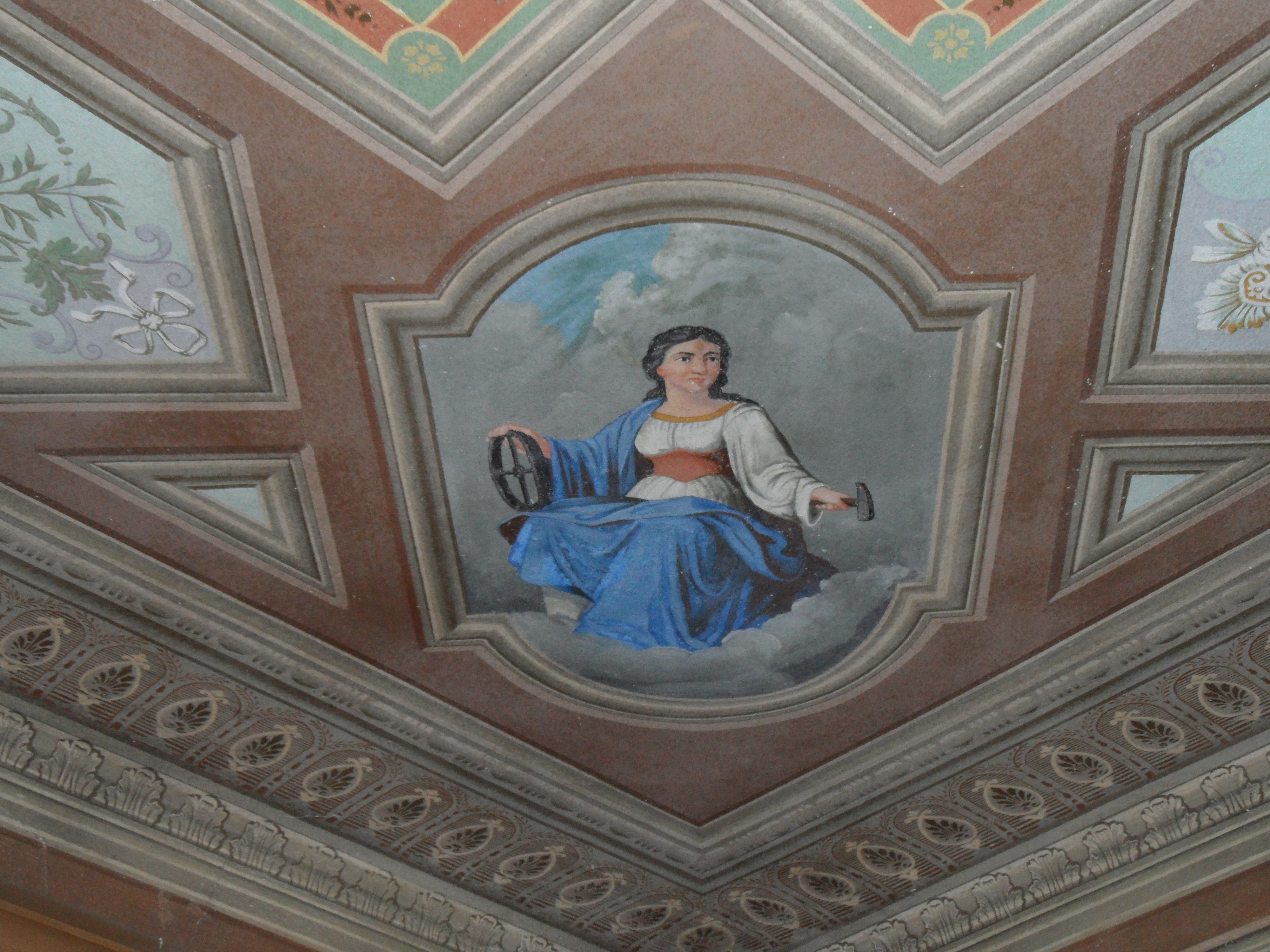
Bývalý mlýn Bašta: detail malby
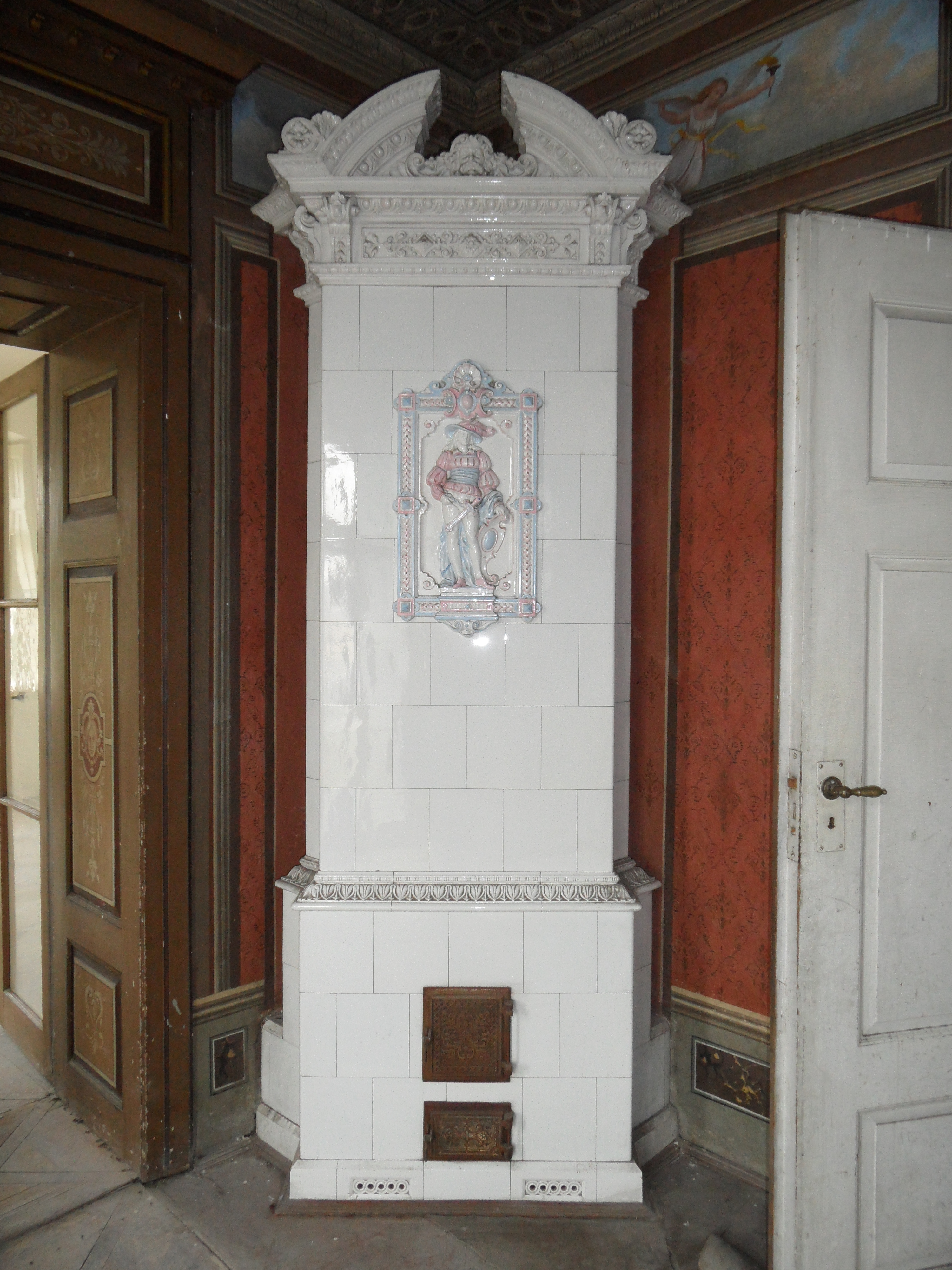
Bývalý mlýn Bašta: jedny z dochovaných kachlových kamen